# Joan Busquets
Joan Busquets Grau (El Prat de Llobregat, 26 juli 1946) is een internationaal gerenommeerd Spaans architect en stedenbouwkundige. Hij bekleedt leerstoelen aan de Polytechnische Universiteit van Catalonië en de Harvard Graduate School of Design. Zijn bureau BAU - B.Arquitectura i Urbanisme SL is gevestigd in Barcelona.
Busquets kreeg vanaf 1992 regelmatig opdrachten in Nederland, onder andere in Den Haag, Rotterdam, Amsterdam, Delft en Helmond. In 2011 ontving hij de Erasmusprijs “vanwege zijn indrukwekkend veelzijdige oeuvre op het gebied van stadsplanning”.

## Leven en Loopbaan
Joan Busquets werd in 1946 geboren in El Prat de Llobregat, een voorstad van Barcelona, alwaar hij in 1969 het architectendiploma behaalde aan de architectuurschool  Escola Tècnica Superior d'Arquitectura de Barcelona (ETSAB), een afdeling van de Polytechnische Universiteit van Catalonië. Tijdens zijn studie richtte hij binnen de ETSAB op initiatief van Manuel de Solà-Morales samen met Antonio Font, Miquel Domingo en José Luís Gómez Ordóñez het Laboratori d'Urbanisme de Barcelona (Laboratorium voor stedenbouw) op. In 1975 promoveerde hij aan dezelfde universiteit en was er van 1979 tot 2002 hoogleraar planologie. Sinds 2002 is hij hoogleraar aan de Harvard Graduate School of Design en bekleedt hij de leerstoel Martin Bucksbaum Professor in Practice of Urban Planning and Design. Daarnaast geeft hij her en der ook gastcolleges.
Joan Busquets was hoofd van de afdeling Planologie van de gemeente Barcelona in de jaren tussen 1983 en 1989 en tijdens de voorbereidingen van de Olympische Zomerspelen 1992.

## Projecten

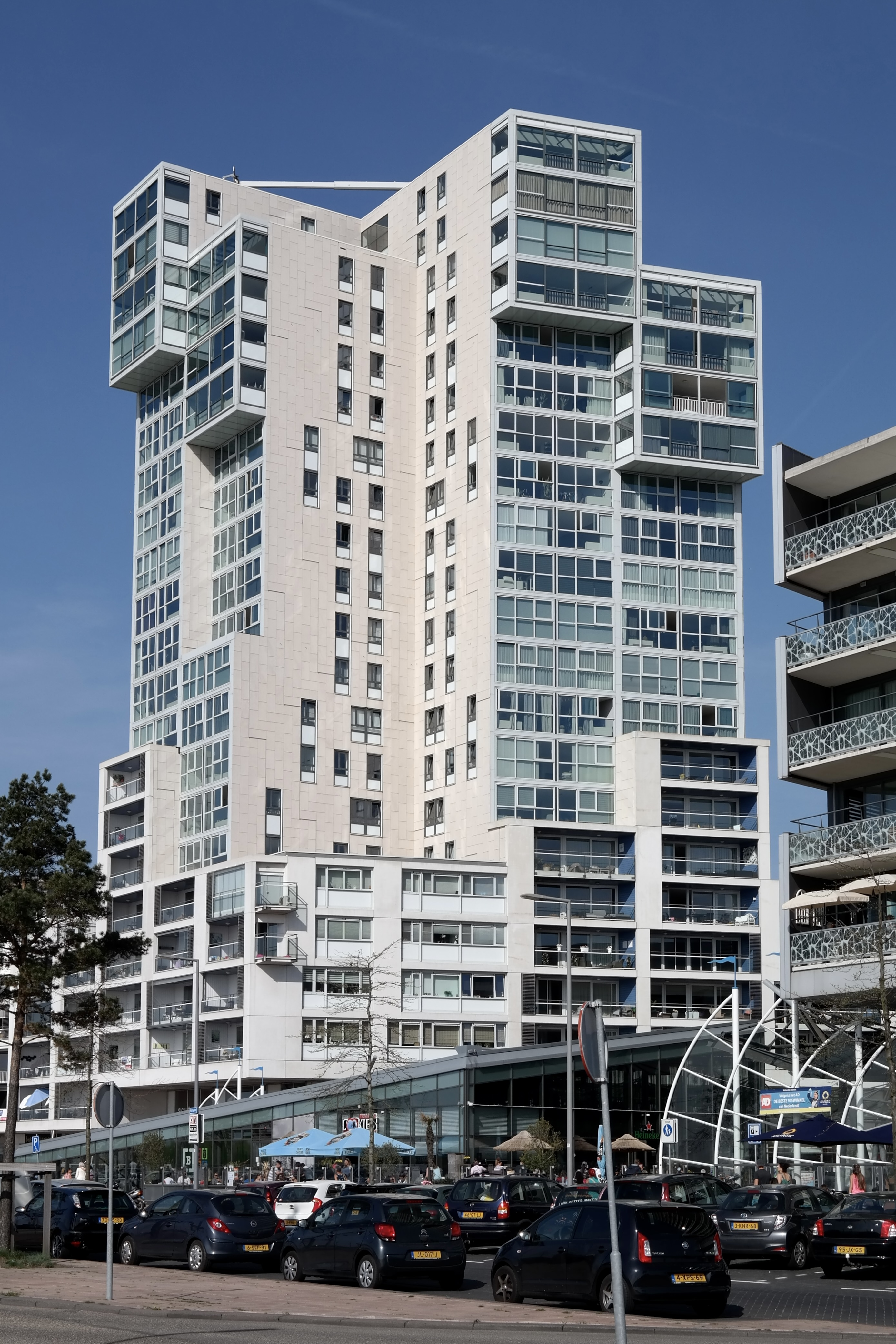
Barcelona Tower in Rotterdam-Nesselande

Hieronder volgt een selectie van Busquets werken:
- 1992-1996: Fira de Barcelona-Pedrosa, l'Hospitalet de Llobregat, Spanje
- 1992-2005: Grotiusplaats, Den Haag
- 1998-2002: Woningbouwcomplex La Maquinista en woonblok MAQ-H1, Barcelona
- 1998-2006: Beatrixkwartier, Den Haag
- 1999-2020: Masterplan Spoorzone Delft
- 2002: Wijkcentrum en blok E, Nesselande, Rotterdam
- 2003-2005: Forum Viseu, Viseu, Portugal
- 2005: Centrumplan Helmond
- 2008: Masterplan voor de stad A Coruña, Spanje
- 2014: Hasselearhof, Amsterdam

## Prijzen en erkenningen
Hieronder volg een selectie van aan Joan Busquets toegekende prijzen en erkenningen, gewonnen ontwerpprijsvragen buiten beschouwing gelaten:
- 1981: Nationale Spaanse Planologieprijs voor het stedenbouwkundig ontwerp voor Sant Josep, Barcelona
- 1985: Nationale Spaanse Planologieprijs voor het masterplan voor Lérida
- 1996: Nationale Prijs 1996 voor het herontwikkelingsplan voor Toledo
- 2000: Premio Gubbio, Europese Prijs
- 2001: ICSS-prijs voor het Chiado gebouw te Lissabon
- 2007: De Cátedra Lluis Barragán, TECM, Guadalajara, Mexico
- 2008: Old seal of City Trento
- 2011: Erasmusprijs